# Zielona kobyła (film)
Zielona kobyła (fr. La jument verte) – francusko-włoska komedia z 1959 roku w reżyserii Claude’a Autant-Lary z Bourvilem w roli głównej. Adaptacja filmowa powieści Marcela Aymé pod tym samym tytułem. Zdjęcia kręcono w Pontoise (departament Dolina Oise), Bussy-Saint-Martin (Sekwana i Marna) i Couffy (Loir-et-Cher).

## Fabuła
Mieszkańcy francuskiej prowincji są podzieleni na klerykałów i radykałów. Na dodatek od czasów wojny francusko-pruskiej między rodzinami Haudouin i Maloret panuje nienawiść, u podłoża której legło zgwałcenie matki Haudouin przez Prusaka na skutek donosu sąsiada. Synowie zbezczeszczonej kobiety z dużą satysfakcją mszczą się na kobiecie z wrogiego rodu. Ale zanim dojdzie do zemsty, nie zabraknie bardziej humorystycznych sytuacji. Perypetie bohaterów komentuje zielona kobyła, uwieczniona na obrazie.

## Obsada
- Bourvil jako Honoré Haudouin
- Marie Mergey jako Adelaïde Haudouin
- Valérie Lagrange jako Juliette Haudouin
- Amédée jako Ernest Haudoin
- Francis Blanche jako Ferdinand Haudouin
- Georges Wilson jako Jules Haudouin
- Mireille Perrey jako matka Haudouin
- Yves Robert jako Zèphe Maloret
- Marie Déa jako Anaïs Maloret
- Sandra Milo jako Marguerite Maloret
- François Nocher jako Frédéric Maloret
- Claude Sainlouis jako Noël Maloret
- Johnny Monteilhet jako Tintin Maloret
- Julien Carette jako Philibert
- Achille Zavatta jako Déodat